# Maroodi Jeex
Maroodi Jeex é uma das 6 regiões da autoproclamada independente República da Somalilândia (antiga Somalilândia Britânica). Sua capital é a cidade de Hargeisa. 

## Origem
| Em 1996, o governo da Somalilândia dividiu a antiga região da Somália de Woqooyi Galbeed em duas regiões: - Woqooyi Galbeed, posteriormente renomeada para a atual Maroodi Jeex, ao sul, com capital em Hargeisa, - Saaxil, ao norte, com capital em Berbera, cobrindo todo o litoral. |
| |